# Luister (tijdschrift)
Luister is een in 1952 opgericht onafhankelijk tijdschrift voor liefhebbers van klassieke muziek. Het verschijnt acht keer per jaar, nadat het tientallen jaren een maandblad was. Oorspronkelijk ging het vooral om opnamen op grammofoonplaat en later compact disc, in de 21e eeuw heeft het een algemener karakter.

## Geschiedenis
Drukkerij Onnes in Amersfoort was de eerste uitgever en drukker van het tijdschrift, dat in het begin Luister...! heette. Later werd het uitgegeven door Wegener Speciale Uitgaven te Amsterdam/Diemen en nog later door Scala BV te Amersfoort. Luister BV, die het blad sinds 2008 uitgeeft, is een joint venture van Scala en BCM te Eindhoven.
Aanvankelijk richtte het blad zich op meer muziekgenres dan alleen klassiek. Van augustus 1953 tot en met november 1954 publiceerde het een eigen hitlijst, de "Luister-hitparade". Later werd klassieke muziek de hoofdmoot, al heeft men zich nog lang ook gericht op jazz (tot ± 1980) en wereldmuziek (tot ± 2000). De toekenning van de "Luister-10" werd een manier om de als beste beoordeelde lp's, cd's en dvd's onder de aandacht de brengen.
De eerste hoofdredacteur was Frits Versteegh. Zijn opvolgers waren achtereenvolgens Joop Schrier, Klaas A. Posthuma, Cor Molenbeek, Paul Korenhof, Ronald Vermeulen, Marjolein van Rotterdam, Onno Schoonderwoerd en Guido van Oorschot. Tot de vaste medewerkers behoorden Paul Acket, Hélène Nolthenius, Michiel A. de Ruyter, Casper Höweler, Leo Riemens, Ralph N. Degens, Henk Spruit, Jan Kool (pseudoniem van Jan van Rhedenborg), Maarten 't Hart, Jard van Nes, Erna Metdepenninghen, Cornelis van Zwol, Tjako Fennema, Anthony Fiumara, Leo Samama, Noor Kamerbeek en Wouter Swets.

## Na 2008
Toen BCM in 2008 aan de uitgave ging deelnemen veranderde Luister van karakter. Het droeg enige tijd de titel Luister Magazine, richtte zich niet meer alleen op kenners en liefhebbers en werd een glossy voor iedereen die iets wil lezen wat met klassieke muziek te maken heeft. Er wordt minder dan vroeger geschreven over composities, componisten en audioapparatuur. De aandacht gaat vooral uit naar uitvoerende musici, meestal naar aanleiding van aangekondigde concerten of recente cd-uitgaven. Daarnaast bestaat nog steeds een rubriek met cd- en dvd-recensies. Na een periode onder Bert Huisjes werd Jan Vredenburg de hoofdredacteur, daarna Joris Heynen. Hierna werd Tim Nijhof hoofdredacteur, gevolgd door de huidige hoofdredacteur Paul Janssen.